# Décrets Mandel
Les décrets Mandel sont des décrets-lois du 16 janvier et du 6 décembre 1939 pris par le président de la République française Albert Lebrun et par le ministre des colonies Georges Mandel qui dérogent au principe de la laïcité en France dans certains territoires ultramarins.

## Histoire
Les décrets Mandel permettent à toutes les sensibilités religieuses de bénéficier d’une aide publique, la non-application de la loi de séparation des Églises et de l'État votée en 1905 permettant un financement public du culte. 
Ces décrets créent une nouvelle catégorie de personne morale de droit privé, le conseil d’administration des missions religieuses, pour gérer les biens de ces missions. 
Placés sous une étroite tutelle de l’État, ces conseils d’administration bénéficient d’avantages fiscaux. Ils s’appliquent en Guyane, Polynésie française, Wallis-et-Futuna, Saint-Pierre-et-Miquelon, dans les TAAF, en Nouvelle-Calédonie et à Mayotte. 
Le décret-loi du 6 décembre 1939 modifie à la marge le décret-loi du 16 janvier 1939 aux articles 2 et 8 concernant le choix du président et des membres du conseil d'administration des missions religieuses, ainsi que l'acceptation des dons et legs. 
En revanche, la loi de 1905 s'applique dans les départements de Guadeloupe, Martinique, et La Réunion, ainsi que dans les collectivités de Saint-Barthélemy et Saint-Martin en vertu d'un décret du 6 février 1911,.
Selon les décrets Mandel, les missions religieuses peuvent constituer des conseils d'administration dotés de la personnalité morale et chargés de les représenter dans les actes de la vie civile (articles 1er et 4). 
Le choix des membres du conseil d'administration doit être agréé par le préfet (article 2). 
Contrairement aux associations cultuelles, l'activité des missions religieuses n'est pas exclusivement limitée à l'exercice du culte (articles 4 et 5) puisqu'elles peuvent « acquérir, posséder ou aliéner, au nom et pour le compte de la mission représentée, tous biens meubles et immeubles, tous droits mobiliers et immobiliers et tous intérêts généralement quelconques » (article 4). 
L'acquisition d'immeubles par les missions, les dons d'immeubles ou de droits immobiliers et les legs faits aux missions sont soumis à l'autorisation préfectorale (articles 7, 8 et 9). 
Par exception, l'acquisition d'immeubles à usage scolaire ou constituant des établissements d'assistance médicale ou d'assistance sociale ne sont pas soumis à cette formalité (article 7).
Le Conseil d'État rappelle que le décret Mandel prévoit un régime fiscal au moins aussi avantageux que celui prévu par le Code général des impôts pour les associations cultuelles et ne crée donc pas de discrimination. 
Aucune disposition du « décret Mandel » ne s'oppose à ce qu'une collectivité territoriale finance, dans le respect du principe d'égalité entre les cultes, des dépenses liées aux cultes.